# Jurij Slepuchin
Jurij Grigorjewicz Slepuchin (Koczetkow), ros. Юрий Григорьевич Слепухин (Кочетков) (ur. 1 sierpnia 1926 roku w Szachtach, zm. 6 sierpnia 1998 roku we Wsiewołożsku) – rosyjski działacz polityczny, publicysta i pisarz.
Urodził się pod nazwiskiem Koczetkow. W momencie ataku wojsk niemieckich na ZSRR 22 czerwca 1941 roku mieszkał w Woroszyłowsku. Po zajęciu miasta przez wojska niemieckie latem 1942 roku, został w listopadzie tego roku skierowany na roboty przymusowe do Niemiec. Przebywał w obozie dla ostarbeiterów w Essen. W maju 1944 roku przeniesiono go do wsi Appeldorn nad Dolnym Renem. Po wyzwoleniu przez wojska brytyjskie został wywieziony do Belgii w celu deportacji do ZSRR. Jednakże dzięki pomocy miejscowych białych emigrantów rosyjskich zdołał zbiec z obozu, po czym zmienił nazwisko na Slepuchin. Zamieszkał w Brukseli. Pracował w różnych firmach. Jednocześnie wstąpił do Narodowego Związku Pracujących (NTS). W 1947 roku wyemigrował do Argentyny. Pracował w różnych zawodach w Buenos Aires. Wszedł w skład kierownictwa Oddziału Południowoamerykańskiego NTS. Współpracował z czasopismem „Wiechi”. W 1949 roku zadebiutował powieścią pt. „Pieriekriostok”, stanowiącą wspomnienia z młodości. W 1955 roku odszedł z NTS. W 1957 roku powrócił do ZSRR. Zamieszkał w Woroneżu. W 1958 roku przeniósł się do Łomonosowa. W tym samym roku w miejscowym periodyku literackim opublikowano jego pierwszą powieść w ZSRR pt. „Rasskaży wsiem…” W 1962 roku wstąpił do Związku Pisarzy ZSRR. Od 1964 roku żył we Wsiewołożsku. Kierował sekcją prozy Stowarzyszenia Literackiego Leningradzkiego Domu Uczonych. Od 1992 roku był członkiem Związku Pisarzy Sankt Petersbursga. W 1996 roku uległ wypadkowi samochodowemu. Napisał ogółem 13 powieści i opowiadań, w tym tetralogię o czasach II wojny światowej (opowiadania pt. „T´ma w połdień” (1968), „Sładostno i poczotno” (1985), „Niczego kromie nadieżdy” (2000). Był też autorem licznych artykułów o charakterze literackim.